# Jefferson County (Georgia)
Das Jefferson County ist ein County im Bundesstaat Georgia der Vereinigten Staaten. Der Verwaltungssitz (County Seat) ist Louisville, das nach dem französischen König Louis XVI. benannt wurde.

## Geographie
Das County liegt im Nordosten von Georgia, ist im Nordosten etwa 40 km von South Carolina entfernt und hat eine Fläche von 1372 Quadratkilometern, wovon fünf Quadratkilometer Wasserfläche sind, und grenzt im Uhrzeigersinn an folgende Countys: Richmond County, Burke County, Emanuel County, Johnson County, Washington County, Glascock County, Warren County und McDuffie County.

## Geschichte
Jefferson County wurde am 20. Februar 1796 aus Teilen des Burke County und des Warren County gebildet. Benannt wurde es nach dem Präsidenten Thomas Jefferson. Von 1796 bis 1804 war Louisville die Hauptstadt von Georgia.

## Demografische Daten
Laut der Volkszählung von 2010 verteilten sich die damaligen 16.930 Einwohner auf 6.241 bewohnte Haushalte, was einen Schnitt von 2,63 Personen pro Haushalt ergibt. Insgesamt bestehen 7.298 Haushalte.
70,6 % der Haushalte waren Familienhaushalte (bestehend aus verheirateten Paaren mit oder ohne Nachkommen bzw. einem Elternteil mit Nachkomme) mit einer durchschnittlichen Größe von 3,16 Personen. In 36,0 % aller Haushalte lebten Kinder unter 18 Jahren sowie in 29,0 % aller Haushalte Personen mit mindestens 65 Jahren.
27,8 % der Bevölkerung waren jünger als 20 Jahre, 23,7 % waren 20 bis 39 Jahre alt, 27,6 % waren 40 bis 59 Jahre alt und 20,9 % waren mindestens 60 Jahre alt. Das mittlere Alter betrug 39 Jahre. 48,3 % der Bevölkerung waren männlich und 51,7 % weiblich.
42,6 % der Bevölkerung bezeichneten sich als Weiße, 54,4 % als Afroamerikaner, 0,1 % als Indianer und 0,4 % als Asian Americans. 1,6 % gaben die Angehörigkeit zu einer anderen Ethnie und 0,9 % zu mehreren Ethnien an. 3,1 % der Bevölkerung bestand aus Hispanics oder Latinos.
Das durchschnittliche Jahreseinkommen pro Haushalt lag bei 26.557 USD, dabei lebten 30,8 % der Bevölkerung unter der Armutsgrenze.

## Kultur und Sehenswürdigkeiten

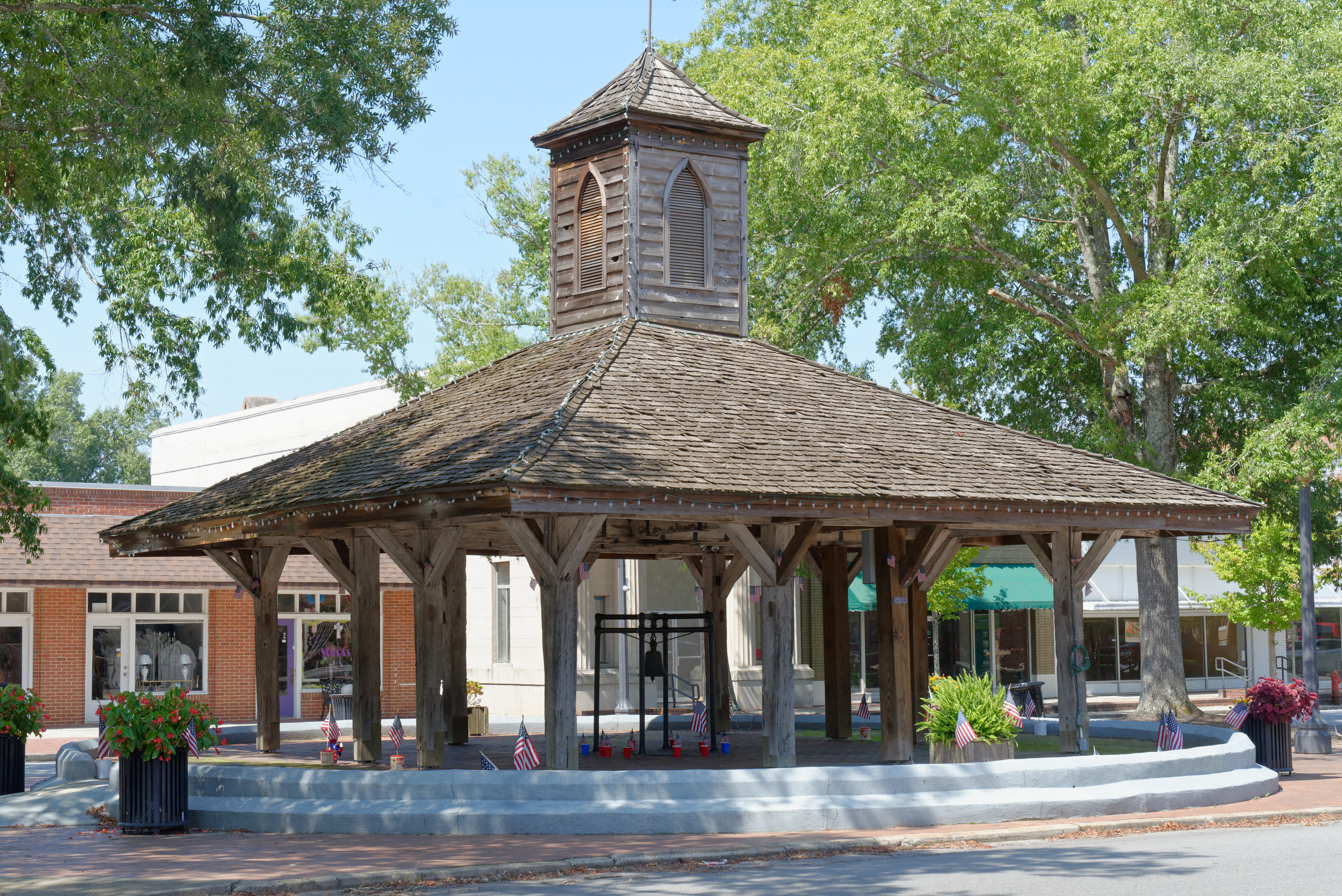
Old Market (Georgia) in Louisville (2020). Der Marktpavillon mit einer Seitenlänge von ungefähr 7 m ist ein offener Holzbau und geht auf das Jahr 1795 zurück; er stammt somit aus der Phase als Louisville Hauptstadt von Georgia war. Er wurde auch zum Verkauf von Sklaven benutzt. Im Februar 1978 wurde der Old Market als erstes Objekt des County in das NRHP eingetragen.

Fünf Bauwerke und historische Bezirke (Historic Districts) im Jefferson County sind im National Register of Historic Places („Nationales Verzeichnis historischer Orte“; NRHP) eingetragen (Stand 29. Januar 2024), neben dem Gerichts-Verwaltungsgebäude des County ist dies unter anderem der historische Ortskern von Louisville.

## Orte im Jefferson County
Orte im Jefferson County mit Einwohnerzahlen der Volkszählung von 2010:
Cities:
- Avera – 246 Einwohner
- Keysville – 332 Einwohner
- Louisville (County Seat) – 2493 Einwohner
- Stapleton – 438 Einwohner
- Wadley – 2061 Einwohner
- Wrens – 2187 Einwohner

Town:
- Bartow – 	286 Einwohner

Census-designated place:
- Matthews – 150 Einwohner